# West (cigarro)
West é uma marca de cigarros da empresa alemã Reemtsma, que faz parte do grupo britânico Imperial Brands. 

## História

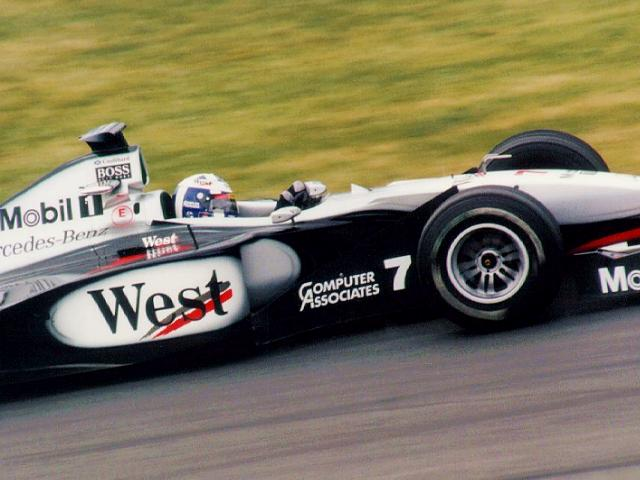
Patrocínio nos carros da equipe McLaren de a

Patrocinou a Zakspeed em 1985 a 1989.
Patrocinou também na F1 a Mclaren, de 1997 a 2005, nesse período foi com esse patrocínio que a equipe conquistou dois títulos mundiais de pilotos (1998 e 1999) que eram pertencidas por Mika Häkkinen e um de construtores (1998) na categoria. 